# Liechtensteiner-Cup 1994-1995
La Liechtensteiner-Cup 1994-1995 è stata la 50ª edizione della coppa nazionale del Liechtenstein conclusa con la vittoria finale del Vaduz, al suo venticinquesimo titolo.
Della competizione è noto solo il risultato della finale.

## Quarti di finale
| Squadra 1       | Risultato   | Squadra 2     |
| --------------- | ----------- | ------------- |
| 18 ottobre 1994 |             |               |
| Triesen         | 3 - 4 (dts) | Balzers       |
| Triesen II      | 0 - 6       | Schaan        |
| Triesenberg     | 3 - 4       | Vaduz         |
| Vaduz II        | 1 - 6       | Eschen/Mauren |

## Semifinali
| Squadra 1     | Risultato | Squadra 2     |
| ------------- | --------- | ------------- |
| 9 aprile 1995 |           |               |
| Schaan        | 3 - 5     | Eschen/Mauren |
| Vaduz         | 3 - 1     | Balzers       |

## Finale
| Triesen 5 maggio 1995                                                     | Vaduz     | 3 – 1       | USV Eschen/Mauren |  |
| \| \| \| \| \| Matt 77',81', Polverino 78' \| Marcatori \| Klaunzer 8' \| |           |             |                   |  |
|                                                                           |           |             |                   |  |
| Matt 77',81', Polverino 78'                                               | Marcatori | Klaunzer 8' |                   |  |